# Akumulator
Akumulator je elektrotehnična naprava za shranjevanje električne energije na posreden način preko kemične energije. Danes so akumulatorji nujni v vseh velikih tehničnih sistemih transporta, signalizacije, varovanja, sodobnih računalnikih, telekomunikacijskih sistemih in najmanjših urah ter kalkulatorjih. Tukaj skrbijo za redno napajanje ali pa za občasno napajanje naprav z električno energijo. Ločimo več vrst akumulatorjev, najstarejša sta nikelj-kadmijev akumulator in svinčeni akumulator, ki ju pogosto nepravilno imenujejo kar baterija.

## Svinčeni akumulator
Svinčeni akumulatorji so se razvijali mnogo let in so bili ob svojem nastanku zelo nerodne in nekvalitetne naprave, večkrat tudi nevarne uporabniku. Danes so se izpopolnile po svoji obliki, velikosti, teži in kvaliteti, tako da so primerne za vgradnjo v večje in manjše sisteme in naprave. Bistvo vsakega akumulatorja je na kisline odporno ohišje(po navadi narejeno iz PVC-ja ali plastike) v katerega so vgrajene manjše akumulatorske celice v katerih so cevke z aktivno pozitivno maso in cevke iz steklenih vlaken. Švedsko podjetje Tudor je razvila in patentirala poseben sistem pritrditve teh cevk v plošče s svincem (Pb) in svinčevim superoksidom (PbO2) v cevkah - negativna plošča ter plošče, ki vsebujejo v cevkah svinčev sulfat (PbSO4) in svinec (Pb) - pozitivna plošča. Kot elektrolit je uporabljena žveplena kislina razredčena z vodo (H2SO4 + H2O). 

### Proces praznenja in polnjenja
Ob električnem praznjenju se en del aktivne pozitivne mase (PbO2) in en del negativne mase (Pb) s pomočjo dveh delov žveplene kisline (2H2SO4) spremeni v svinčev sulfat (PbSO4) na obeh elektrodah in dve molekuli vode (2 H2O). 
Na anodi (negativni elektrodi) poteka reakcija Pb+SO4  →  PbSO4 + 2e. Na katodi poteka reakcija: PbO2 + 4H + SO4 + 2e → PbSO4 + 2H2O. Enačba za celotno reakcijo je potem:
Pb + PbO2 + 2(HO)2SO2  →  2PbSO4 + 2H2O
Redčenje kisline in tvorba vode pri električnem praznjenju pa povzroči razredčenje žveplene kisline v celici, kar je zelo enostavno izmeriti s posebnimi merilci - bomemetri (imenujejo jih tudi areometri), ki nam natančno merijo izpraznjenost posameznih celic akumulatorja. Danes obstajajo tudi električni indikatorski merilci izpraznjenosti akumulatorja, ki z barvno svetlobo led diod (zelena, rumena, rdeča), kažejo trenutno stanje izpraznjenosti akumulatorja. Teoretično bi lahko akumulator praznili toliko časa , da bi se vsa aktivna masa na pozitivnih in negativnih ploščah spremenila v svinčev sulfat (PbSO4), vendar nobenega akumulatorja ne moremo izprazniti v tem obsegu. Eden od razlogov da to ni mogoče je da se vsa aktivna masa ne more spremeniti v svinčev sulfat, ker je ta v električne pogledu izolator, ki ne prepušča električni tok. Drugi razlog ki preprečuje globoko praznjenje je počasna difuzija. Difuzija je pojav izenačevanja gostote  elektrolita v porah aktivne mase z ostalim elektrolitom v celici. Aktivna masa sestoji iz medsebojno povezanih zrnc, med katerimi so kapilarni kanali, ki so napolnjeni z elektrolitom.
Električno polnjenje se izvede lahko po metodi trostopenjskega polnjenja ali IUI3-metode, to polnjenje redno uporabljajo pri električnem polnjenju akumulatorjev rudniških lokomotiv. Pri tem polnjenju se skrajša čas polnjenja akumulatorja tako da ga polnimo s konstantnim tokom do napetosti plinjenja (brbotavosti mehurčkov), ko počasi tok pade na dopustno končno vrednost. Električno polnjenje se lahko izvede tudi po metodi dvostopenjskega polnjenja ali IU-metode, razlikuje se po tem da nima tretje stopnje. Uporablja se za paralelno polnjenje akumulatorjev. Konec polnjenja akumulatorja nastopi takrat ko je akumulator popolnoma napolnjen, gostota elektrolita in napetost akumulatorja pa ne naraščata več, vse celice akumulatorja pa enakomerno plinijo (brbotajo). Za odklop se uporabljajo lahko avtomatska stikala.
Načini polnjenja z ozirom na stopnjo izpraznjenosti akumulatorja se razlikujejo glede na uporabo posameznega akumulatorja. Izpraznjen akumulator je treba napolniti najkasneje v dveh dneh po izpraznjenju, sicer pride do razvoja sulfatizacije. Pri akumulatorju ki ni popolnoma prazen, zadostuje polnjenje na vsake dva do tri tedne ali pa dnevno delno polnjenje do pričetka razvijanja plinov, tedensko pa se izvaja tudi izravnalno polnjenje. 
- Pri akumulatorju, ki je izpraznjen pod 40 % nazivne kapacitete, je treba dnevno polnjenje do plinjenja in enkrat tedensko izravnalno polnjenje.
- Pri akumulatorju, ki je izpraznjen od 40–60 % nazivne kapacitete, je treba dnevno polnjenje do plinjenja. Pri temperaturah pod 10 stopinj C, je treba akumulator napolniti vsak dan.
- Napetost plinjenja nastopi pri dosegu napetost 2,4 do 2,45 V po celici, zaradi povečanja baterijske napetosti akumulatorja , se zmanjša sprejemljivost toka ({\displaystyle I}) in polnilni tok se ne uporablja več le za kemijsko presnovo, ampak se odvečna energija v akumulatorju spreminja v toploto, del energije pa se upurabi za elektrolizo vode, pri čemer se tvori pokalni plin, kar je nevarno ob slabem zračenju za nastanek eksplozije. Pri močnem plinjenju lahko tudi odpadajo delci aktivne mase na plus polu, kar zmanjša življenjsko dobo in kapaciteto akumulatorja. Masa, ki se pri tem useda na dno celic, pa lahko povzroči kratek stik med pozitivno in negativno nabitimi ploščami v celici akumulatorja in ga uniči.

### Uporaba svinčenih akumulatorjev
Svinčene akumulatorje danes uporabljajo v vseh tipih avtomobilov, podmornic in električnih transporterjev, elektroviličarjev, elektrolokomotiv, električnih čolnov, ladij, električnih dvigal itd.

### Ostale vrste akumulatorjev
Poleg svinčenih akumulatorjev, ki imajo nazivno napetost celice 2 V, v praksi uporabljamo še naslednje vrste akumulatorjev:
- Ni-Cd akumulator (nikelj-kadmijev akumulator) z nazivno napetostjo celice 1,2 V,
- Ni-Fe akumulator (nikelj-železov akumulator) z nazivno napetostjo celice 1,2 do 1,9 V,
- Ni-MH akumulator (nikelj-metalhidridni akumulator) z nazivno napetostjo celice 1,2 V,
- Li-Po akumulator (litij-polimerni akumulator) z nazivno napetostjo celice 3,7 V,
- Li-ion akumulator (litijev akumulator) z nazivno napetostjo celice 3,62 V,
- Li-Fe-PO4 akumulator (litij-železov-fosfatni akumulator) z nazivno napetostjo celice 3,2 V,
- Ag-Zn akumulator (srebro-cinkov akumulator) z nazivno napetostjo celice 1,5 V,
- Zn-Brom akumulator (cink-bromov akumulator) z nazivno napetostjo celice 1,76 V.